# Malsburg-Marzell
Malsburg-Marzell település Németországban, azon belül Baden-Württembergben. Lakosainak száma 1455 fő (2023. december 31.).

## Népesség
A település népessége az elmúlt években az alábbi módon változott:
| Lakosok száma | 1671 | 1745 | 1590 | 1408 | 1547 | 1647 | 1555 | 1544 | 1453 | 1455 |
|               | 1961 | 1967 | 1974 | 1980 | 1987 | 1993 | 2000 | 2006 | 2013 | 2023 |